# 최성민 (2003년)
최성민(2003년 6월 12일 ~ )는 대한민국의 축구 선수로, 포지션은 스트라이커이다. 현재 K리그1 강원 FC 소속이다.